# Tanja (Fernsehserie)
Tanja ist eine deutsche 39-teilige ARD-Jugendserie aus der Feder von Berengar Pfahl.

## Inhalt
Im Mittelpunkt der Serie steht die Protagonistin Tanja Büsing. Die Serie behandelt typische Probleme junger Erwachsener, wie z. B. Streit mit den Eltern, Ausbildung, erste Liebe, ungewollte Schwangerschaften etc.
In der ersten Staffel muss Tanja zunächst mit dem Verdacht klarkommen, dass sie eventuell schwanger ist. Später wird sie mit dem Tod ihres Freundes David konfrontiert, welcher bei einem Bootsunglück umkommt, wofür sie sich die Schuld gibt. Zum Ende der Staffel fängt Tanja eine Beziehung zu Felix an, während ihre Freundin Bille von Tanjas Bruder Jörg schwanger ist.
Die zweite Staffel ist geprägt von Tanjas Einstieg in das Berufsleben. Zunächst ist Tanjas Abitur in Gefahr, dann fängt sie eine Ausbildung bei einer Reederei an. Am Ende der Staffel erhält sie das Angebot, für drei Monate nach New York zu gehen.
In der dritten Staffel beendet Tanja ihre Ausbildung, während die Reederei, bei der sie lernt, vor dem Konkurs steht. Auch am Ende dieser Staffel und damit am Ende der Serie lebt Tanja noch nicht in finanziell geordneten Verhältnissen.
Die Handlung ist im mecklenburg-vorpommerschen Warnemünde an der Ostsee angesiedelt.

## Soundtrack
Der Soundtrack erschien 1997 auf CD, welche mittlerweile vergriffen ist.

## Ausstrahlungen
Die Serie wurde zweimal teilweise und einmal komplett von der ARD ausgestrahlt. Die erste Staffel wurde erstmals vom 29. September 1997 bis zum 22. Dezember 1997 ausgestrahlt und von Juni bis August 1999 wiederholt. Die zweite Staffel feierte am 30. August 1999 Premiere. Die dritte und letzte Staffel folgte direkt im Anschluss ab dem 6. Dezember 1999 und endete am 28. Februar 2000. 

## Bücher
Zur Serie gab der Rowohlt Verlag einen gleichnamigen Roman von Patrick Niessen heraus, welcher die Handlung der ersten Staffel umfasst. Zur zweiten und dritten Staffel erschienen im Dino-Verlag die Titel „Tanja – Lust auf Leben“ und „Tanja – Welt, ich komme!“ von Rieke Sanders.